# مايك بوكي
مايكل بوكي (بالإنجليزية: Michael Bookie)‏ الشهير باسم مايك بوكي (بالإنجليزية: Mike Bookie)‏ (12 سبتمبر 1904 في بيتسبرغ ، الولايات المتحدة – 12 أكتوبر 1944 في كامب إغلين، الولايات المتحدة) لاعب كرة قدم أمريكي راحل كان يجيد اللعب في مركز المهاجم . مثل منتخب الولايات المتحدة في بطولة كأس العالم لكرة القدم 1930 التي أقيمت في الأوروغواي .

## وصلات خارجية
- مايك بوكي على موقع الاتحاد الدولي (مؤرشف)  (الإنجليزية)
- مايك بوكي على موقع ناشيونال فوتبول تيمز (الإنجليزية)
- مايك بوكي على موقع Soccerway.com (الإنجليزية)
- مايك بوكي على موقع عالم كرة القدم.نت (الإنجليزية)
- هذاغ متحف كرة القدم